# Saulx (Fluss)
Die Saulx ist ein Fluss in Frankreich, der in der Region Grand Est verläuft. Sie entspringt im Gemeindegebiet von Germay und entwässert anfangs in nördlicher, später in westlicher Richtung. Der Fluss mündet nach rund 115 Kilometern bei Vitry-le-François als rechter Nebenfluss in die Marne.
Auf ihrem Weg durchquert die Saulx die Départements Haute-Marne, Meuse und Marne.
Zwischen Contrisson und der Mündung verläuft der Canal de la Marne au Rhin parallel zum Fluss. Der Fluss wird für die Wasserversorgung des Kanals herangezogen.

## Orte am Fluss
- Montiers-sur-Saulx
- Beurey-sur-Saulx
- Contrisson
- Sermaize-les-Bains
- Pargny-sur-Saulx
- Vitry-en-Perthois
- Vitry-le-François